# Phalcoboenus
Phalcoboenus is een geslacht van vogels uit de familie valkachtigen (Falconidae).

## Soorten
Het geslacht kent de volgende soorten:
- Phalcoboenus albogularis – Witkeelcaracara
- Phalcoboenus australis – Falklandcaracara
- Phalcoboenus carunculatus – Lelcaracara
- Phalcoboenus megalopterus – Andescaracara